# Telman
Telman (biał. Тэльман) – wieś na Białorusi, w rejonie brahińskim obwodu homelskiego. Nazwa najprawdopodobniej przyjęta w okresie ZSRR od niemieckiego komunisty Ernsta Thälmanna.

## Zabytki
- ruiny zamku Wiśniowieckich
- zabytkowy park z końca XVIII wieku w trakcie renowacji
- kamień miłości w parku, legendarne miejsce oświadczyn Dymitra Samozwańca Marynie Mniszchównie